# Grives
Grives település Franciaországban, Dordogne megyében. Lakosainak száma 106 fő (2022. január 1.). Grives Carves, Castelnaud-la-Chapelle, Doissat, Veyrines-de-Domme, Saint-Laurent-la-Vallée és Pays-de-Belvès községekkel határos.

## Népesség
A település népességének változása:
| Lakosok száma | 183  | 128  | 129  | 123  | 134  | 141  | 120  | 109  | 107  | 106  |
|               | 1968 | 1982 | 1990 | 2006 | 2013 | 2015 | 2017 | 2019 | 2020 | 2022 |